# Ровчице
Ровчице (лат. Soricidae) је назив за породицу ситних сисара. Постоји око 290 врста ровчица и спадају међу најмање сисаре који живе на северној полулопти.

## Карактеристике
Све ровчице су мале, већина није већа од миша. Највећа врста је азијска ровчица (Suncus murinus) из тропске Азије, дуга око 15 cm (6 in) и тешка око 100 g (3 1⁄2 oz) Етруска ровчица (Suncus etruscus), у око 3,5 cm (1 3⁄8 in) и 1,8 grams (28 grains), је најмањи познати живи копнени сисар.
Уопштено говорећи, ровчице су копнена створења која се хране семенкама, инсектима, орашастим плодовима, црвима и разним другим намирницама у лишћу и густом растињу, али неке су специјализоване за пењање на дрвеће, живот под земљом, живот под снегом или чак лов у води. Имају мале очи и генерално слаб вид, али имају одлична чула слуха и мириса. То су веома активне животиње, са прождрљивим апетитом. Ровчице имају неуобичајено високе стопе метаболизма, изнад оних које се очекују код сличних малих сисара. Из тог разлога, оне морају да једу скоро стално као кртице. У заточеништву ровчице могу да једу 1⁄2 до 2 пута више од сопствене телесне тежине у храни дневно.
Оне не хибернирају, али су способне да уђу у торпор. Зими многе врсте пролазе кроз морфолошке промене које драстично смањују њихову телесну тежину. Ровчице могу изгубити између 30% и 50% своје телесне тежине, смањујући величину костију, лобање и унутрашњих органа.
Док глодари имају гризне секутиће који расту током живота, зуби ровчици се троше током живота, што је проблем који је постао екстремнији јер губе млечне зубе пре рођења, тако да имају само један сет зуба током свог живота. Код неких врста, изложена подручја зуба су тамноцрвена због присуства гвожђа у зубној глеђи. Гвожђе ојачава површине које су изложене највећем стресу, што помаже да се продужи животни век зуба. Ова адаптација се не налази код врста са нижим метаболизмом, које не морају да једу толико и стога не троше глеђ у истом степену. Једини други сисари са пигментираном глеђи су секутићи глодара. Осим првог пара секутића, који су дуги и оштри, и кутњака за жвакање на задњем делу уста, зуби ровчице су мали и налик на клин, и могу бити смањени у броју. Зубна формула ровчица је: 3.1.1-3.31-2.0-1.1.3
Роровчице су жестоко територијалне, растерају ривале и окупљају се само да би се париле. Многе врсте копају јаме да би ухватиле храну и сакриле се од предатора, иако то није универзално.
Женке ровчице могу имати до 10 легала годишње; у тропима се размножавају током целе године; у умереним зонама престају да се размножавају тек зими. Гестације ровчица имају 17-32 дана. Женка често затрудни у року од једног дана након порођаја, и доји током трудноће, одбијајући једно легло док се друго рађа. Ровчице живе 12 до 30 месеци.
Ровчице су необичне међу сисарима у више аспеката. За разлику од већине сисара, неке врсте ровчица су отровне. Отров ровчице не уноси се у рану очњацима, већ жљебовима у зубима. Отров садржи различита једињења, а садржај отровних жлезда америчке краткорепе ровчице довољан је да интравенском ињекцијом убије 200 мишева. Једна хемикалија екстрахована из отрова ровчице може бити потенцијално корисна у лечењу високог крвног притиска, док друга једињење могу бити корисна у лечењу неких неуромишићних болести и мигрене. Пљувачка северне краткорепе ровчице (Blarina brevicauda) садржи сорицидин, пептид који је проучаван за употребу у лечењу рака јајника. Такође, уз слепе мишеве и зубате китове, неке врсте ровчица користе ехолокацију. За разлику од већине других сисара, ровчице немају зигоматичне кости (које се називају и југале), тако да имају непотпуне зигоматичне лукове.

### Ехолокација
Једини копнени сисари за које се зна да ехолоцирају су два рода (Sorex и Blarina) ровчица, тенрекови са Мадагаскара, слепи мишеви и соленодони. Ту спадају евроазијска или обична ровчица (Sorex araneus) и америчка скитничарска ровчица (Sorex vagrans) и северна краткорепа ровчица (Blarina brevicauda). Ове ровчице емитују низ ултразвучних звукова. По природи звукови ровчица, за разлику од слепих мишева, су ниске амплитуде, широкопојасни, мултихармонични и фреквенцијски модулисани. Не садрже „ехолокацијске кликове” са реверберацијом и чини се да се користе за једноставну просторну оријентацију из близине. За разлику од слепих мишева, ровчице користе ехолокацију само да би истражиле своја станишта, а не да би додатно лоцирале храну. 

Осим великих и стога јако рефлектујућих објеката, као што је велики камен или дебло, оне вероватно нису у стању да разлуче ехо сцене, већ изводе информације о типу станишта из укупних одјека позива. Ово би могло да се упореди са људским слухом без обзира да ли се неко оглашава у буковој шуми или у винском подруму који одзвања.

## Класификација
До са сада је идентификовано 385 врста ровки. Оне су распоређене је у 26 родова, који су груписани у три живе потпородице: Crocidurinae (белозубе ровчице), Myosoricinae (афричке ровчице) и Soricinae (црвенозубе рочице). Поред тога, породица садржи изумрле потфамилије Limnoecinae, Crocidosoricinae, Allosoricinae, и Heterosoricinae (иако се Heterosoricinae такође обично сматра засебном породицом).
- Фамилија Soricidae
  - Подфамилија Crocidurinae
    - Crocidura
    - Diplomesodon
    - Feroculus
    - Palawanosorex
    - Paracrocidura
    - Ruwenzorisorex
    - Scutisorex
    - Solisorex
    - Suncus
    - Sylvisorex

  - Подфамилија Myosoricinae
    - Congosorex
    - Myosorex
    - Surdisorex

  - Подфамилија Soricinae
    - Племе Anourosoricini
      - Anourosorex

    - Племе Blarinellini
      - Blarinella

    - Племе Blarinini
      - Blarina
      - Cryptotis

    - Племе Nectogalini
      - Chimarrogale
      - Chodsigoa
      - Episoriculus
      - Nectogale
      - Neomys
      - †Nesiotites
      - Soriculus

    - Племе Notiosoricini
      - Megasorex
      - Notiosorex

    - Племе Soricini
      - Sorex

## Исхрана
Храна ровчице су инсекти, глисте, пужеви па се сматрају у пољопривреди драгоценим истребљивачем штеточина.

## Занимљивост
Најмања је средоземна ровчица (Suncus etruscus). Дугачка је 35 милиметара и тешка 2 грама. Она једе да се не би смрзла. Њено срце откуца 1200 пута у минути.